# Юрий Шчеглов
Юрий Константинович Шчеглов (на руски: Ю́рий Константи́нович Щегло́в) е руски езиковед и литературовед, създател заедно с Александър Жолковски на т.нар „пораждаща поетика“ и „поетика на изразителността“.

## Биография
Роден е на 26 януари 1937 г. Завършва романо-германския отдел на филологическия факултет на Московския държавен университет (1959). Негови съвипускници са Мариета Чудакова, Александър Чудаков, Александър Жолковски и Татяна Цивян.
През 60-те години е докторант в Института за източни езици при Московския държавен университет (изследва езиците хауса и суахили), а след защитата на дисертацията си продължава да работи там.
През 70-те години работи паралелно в Института за световна литература „Максим Горки“ към Руската академия на науките. Участник е в т.нар. „семинар на Жолковски и Мелетински“.
През октомври 1979 г. емигрира и през 80-те години живее в Канада, а след това в САЩ. Преподава в департамента по славистика на Уисконсинския университет в Мадисън. През декември 2007 г. се оттегля от активно преподаване.
Умира от рак на 6 април 2009 г. в Мадисън.